# 十日市町停留場
十日市町停留場（日语：／ Tokaichi-machi teiryūjō */?），又稱十日市町電車站，是位於廣島縣廣島市中區十日市町一丁目，廣島電鐵的電車站。車站編號為M12（本線）和Y1（橫川線）。
一般上，「十日」的平假名是，包括此電車站在內，周邊町名的平假名是。

## 歷史

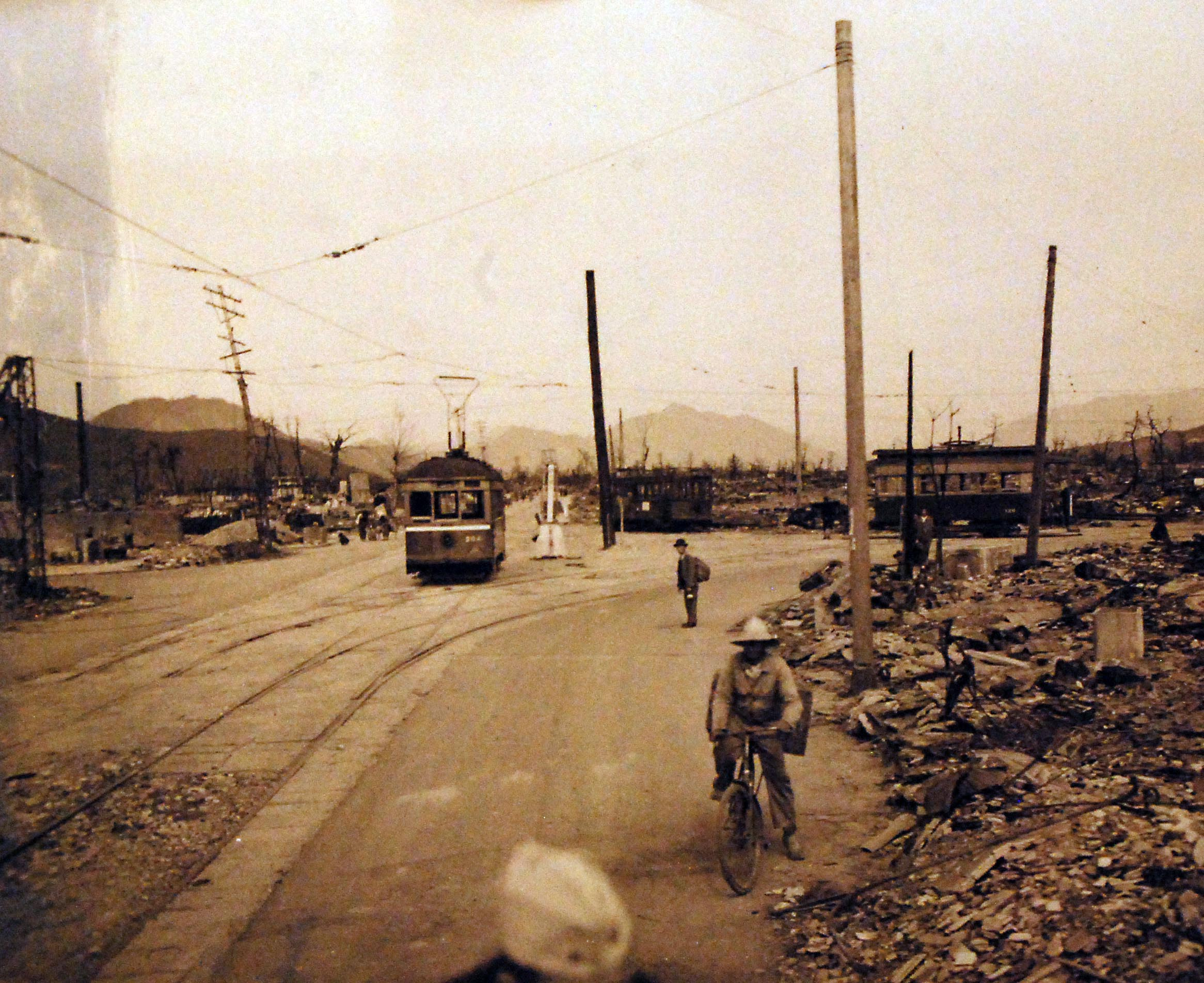
1946年的十日市町（參見）

在1917年（大正6年），十日市町停留場是橫川線開通同日啟用。當初本線與橫川線的分支點是鄰站左官町，當時本線不途經十日市町，而是繞經左官町南邊前往土橋。十日市町當時只有橫川線。在1943年（昭和18年），以土橋作為起點的江波線開通，同時計劃建設土橋與十日市町之間的路段，使橫川線與江波線可進行直通運輸。原來本線繞經南邊的走線中，由於經過狹窄的道路，加上加上該處的彎位半徑較小，使電車行走該路段時形成一個樽頸位。因此在翌年1944年（昭和19年）土橋與十日市町開通，此站至左官町之間編入至本線路段，新建成的路段（此站至土橋）也編入至本線路段。左官町繞經南邊前往土橋的路段同日廢止，橫川線和本線的分支點由左官町遷移至十日市町。
在1945年（昭和20年）8月6日，廣島市被投下原子彈，廣島電鐵市內線受到損毀而暫停服務。後來市內線往己斐方向重開，隨後本線廣島站方向和橫川線相繼。
- 1917年（大正6年）11月1日 - 橫川線左官町至三篠之間開通，此電車站啟用[1]。
- 1944年（昭和19年）
  - 6月10日 - 電車站暫停營業[1]。
  - 12月26日 - 電車站重開。左官町至土橋之間的走線改經此停車站。原本繞經南邊的走線廢止。此電車站成為本線與橫川線的分支點[1]。
- 1945年（昭和20年）
  - 8月6日 - 廣島市被投下原子彈，車站暫停營業[4]。
  - 8月21日 - 本線土橋至十日市町之間重開[5]。
  - 8月23日 - 本線十日市町至左官町之間重開[1]。
  - 12月26日 - 橫川線十日市町至別院前之間重開[1]。
- 1971年（昭和46年）5月6日 - 行走於橫川站和廣島站之間的7號線廢止。當中橫川線和本線上行方向之間的短絡線撤走[2]。
- 2002年（平成14年）8月10日 - 短絡線復活。當年起當舉行太田川煙花大會當日，開設連接橫川站至日赤醫院前之間的臨時班次（為試驗行走7號線）[6]。
- 2003年（平成15年）4月20日 - 重開7號線，但是路線改為行走於橫川站至廣電本社前之間[2]。
- 2013年（平成25年）2月15日 - 9號線路線從八丁堀延長至江波，9號線開始停靠此電車站。

資料によっては1917年に開業した際の停留場名を「十日市」とし、1944年に営業を再開した十日市町停留場とは別の停留場として扱うものがある。

## 電車站構造
電車站是建造在共用行車道上。此電車站是位於相生通和寺町通的十日市路口上。路口向東和向南方向為本線，向北方向為橫川線。2條構成一個3方向相互連接的三角線。
每方向單邊設有1座低地台月台，一共設有3面3線月台。路口東邊為廣島站方向的本線上行月台，南邊為廣電西廣島站方向的本線下行月台，北邊為橫川站方向的橫川線月台。各月台之間距離100米，所有月台都是單邊。這個月台結構，使電車從3個方向（廣島站方向、橫川站方向、西廣島方向）通過路口後，便進入月台內。現時月台配置是在2003年起進行改善工程起一直沿用至今，在改善工事前，現時橫川站方向月台和廣島站方向月台，兩座月台對面曾經設有月台，當時形成兩組2面2線的相對式月台。現時各月台都設有上蓋，以及可容納接掛電車。
在電車站南邊（靠近土橋停留場一方）設有渡線。在毎年8月6日舉行廣島和平紀念儀式當天，臨時班次會在該處折返。

### 運行系統
此電車站是本線和橫川線電車轉乘站。在廣島電鐵營運的9條電車系統中，7條電車系統會駛入此電車站。當中7、8號線會前往橫川線。
7號線曾經行走於橫川站和廣島站之間，於1971年一度廢止。在廢止後，三角線的其中一邊，橫川線與本線上行方向的短絡線一度撤走，但是在2002年復活。翌年起，7號線重開並改變走線。
| 本線上行月台 | 2號線 · 6號線         | 前往廣島站     |  |
| 本線上行月台 | 3號線                 | 前往廣島港     |  |
| 本線上行月台 | 3號線                 | 前往宇品二丁目 |  |
| 本線上行月台 | 0號線 · 7號線         | 前往廣電本社前 |  |
| 本線上行月台 | 9號線                 | 前往白島       |  |
| 本線上行月台 | 0號線                 | 前往日赤醫院前 |  |
| 本線下行月台 | 2號線                 | 前往廣電宮島口 |  |
| 本線下行月台 | 2號線 · 3號線         | 前往廣電西廣島 |  |
| 本線下行月台 | 6號線 · 8號線 · 9號線 | 前往江波       |  |
| 橫川線月台   | 7號線 · 8號線         | 前往橫川站     |  |

## 使用狀況
根據《廣島市統計書》，土橋停留場在1999年（平成11年度）1日平均上下車人次為5,648人。

## 電車站周邊

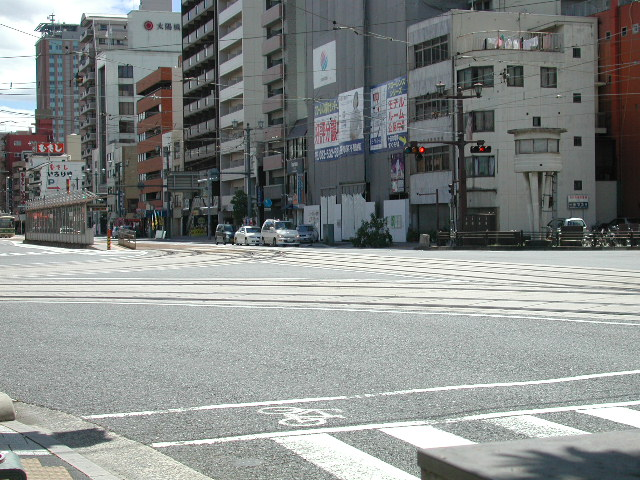
十日市路口上的路軌。圖中右邊的構造物是電車信號所。

在十日市路口西南方設有變更電車轉轍器的信號所，信號所的形狀被稱為「鳥之巢」。曾經於信號所內的轉轍器為手動控制。在1955年（昭和30年）5月起變為自動化控制。現時還是自動化控制轉轍器，另外加設了自動行程控制裝置（ARC）。

## 相鄰電車站
廣島電鐵
■本線
本川町（M11）－十日市町（M12）－土橋（M13）
■橫川線
（本川町/土橋－）十日市町（Y1）－寺町（Y2）

## 注腳
1. 1 2 3 4 5 6 7  《広電が走る街 今昔》150-157頁
2. 1 2 3 4 5 6 7 8 9  《広電が走る街 今昔》54-56頁
3. 1 2  《広島電鉄開業100年・創立70年史》99-100頁
4. ↑  《広島電鉄開業100年・創立70年史》431頁
5. ↑  《広島電鉄開業100年・創立70年史》124頁
6. ↑  {{Cite press release |title=【電車】 8/10 太田川花火大会臨時電車情報 |publisher=広島電鉄 |date=2002-08-05 |url=http://www.hiroden.co.jp/what/new/topic0207-09.htm%7Caccessdate=2016-07-24%5B%5D |archiveurl=https://web.archive.org/web/20150502092927/ |archivedate=2015-05-02}|language=ja}
7. ↑  今尾惠介（監修）. . 11 中国四国. 新潮社. 2009: 37–38. ISBN 978-4-10-790029-6.
8. 1 2 3  川島令三. . 【図説】 日本の鉄道. 第7巻 広島エリア. 講談社. 2012: 13・77頁. ISBN 978-4-06-295157-9 （日语）.
9. 1 2 3 4  川島令三.  中国篇 2. 草思社（日语：草思社）. 2009: 103–104. ISBN 978-4-7942-1711-0 （日语）.

## 外部連結
- 十日市町 | 電車情報：電停指南（页面存档备份，存于）（日語） - 廣島電鐵